# Lankin
Lankin è un centro abitato (city) degli Stati Uniti d'America, situato nella Contea di Walsh, nello Stato del Dakota del Nord. Nel censimento del 2000 la popolazione era di 131 abitanti. La città è stata fondata nel 1905.

## Geografia fisica
Secondo i rilevamenti dell'United States Census Bureau, la località di Lankin si estende su una superficie di 0,90 km², tutti occupati da terre.

## Popolazione
Secondo il censimento del 2000, a Lankin vivevano 131 persone, ed erano presenti 38 gruppi familiari. La densità di popolazione era di 145 ab./km². Nel territorio comunale si trovavano 83 unità edificate. Per quanto riguarda la composizione etnica degli abitanti, il 96,95% era bianco, il 2,29% era nativo e lo 0,76% apparteneva a due o più razze.
Per quanto riguarda la suddivisione della popolazione in fasce d'età, il 19,8% era al di sotto dei 18, il 3,8% fra i 18 e i 24, il 18,3% fra i 25 e i 44, il 20,6% fra i 45 e i 64, mentre infine il 37,4% era al di sopra dei 65 anni di età. L'età media della popolazione era di 53 anni. Per ogni 100 donne residenti vivevano 92,6 maschi.